# Halloween – Left for Dead
Halloween – Left for Dead ist ein kanadischer Horrorfilm des Drehbuchautors und Regisseurs Christopher Harrison aus dem Jahr 2007, welcher mit einem Budget von 200.000 CAD gedreht wurde.
Der Film wurde erstmals am 6. November 2007 auf dem Buenos Aires Rojo Sangre Film Festival in Argentinien vorgestellt. In Kanada erschien der Film als TV-Premiere, am 6. Oktober 2009. Die Veröffentlichung in Deutschland erfolgte am 16. Oktober 2009 direkt auf DVD. In den Vereinigten Staaten erscheint der Film noch im Jahr 2010.

## Handlung
Am Anfang des Films jagt die Gruppe von Tommy, Clark, Blair, Brady und Freddy Michael Lymburner, nachdem dieser in ein Auto der jugendlichen eingedrungen ist und dort eine Brieftasche entwendet hat. Bei der direkten Konfrontation wird Michael von einem Hügel gestoßen und stirbt scheinbar.
Ein Jahr später auf einer Halloween-Party, auf welcher es Drogen, Alkohol und Sex gibt, taucht plötzlich ein ungebetener Gast mit einer Halloween-Maske und einer Machete auf und macht kurzen Prozess mit den Party-Besuchern. Als Tommy den Mord an seinem Freund Freddy gesehen und der Polizei sowie seinen Freunden gemeldet hat, glauben diese ihm nicht und halten ihn für verrückt, da auch die Leiche von Freddy verschwunden ist. Tommy fängt an einen schrecklichen Verdacht zu schöpfen.
Der Polizist Micah durchsucht dann doch die Wohnung der Jugendlichen und verspricht diese zu observieren, da er jedoch nichts finden kann. Nachdem trotzdem alle Freunde von Tommy ermordet wurden, schafft er es, sich mit letzter Kraft gegen den Killer durchzusetzen und ihn zu töten. Als er in einem Krankenwagen sitzt und sich mit den zuständigen Polizisten unterhält, erzählt dieser ihnen zuerst von dem vermeintlichen Mord ein Jahr zuvor. Michael Lymburner ist nicht gestorben, sondern laut den Ärzten nur so schwer verletzt, dass er für ewig im Koma liegen muss. Sein Vater, der Polizist Micah, wollte sich an den Jugendlichen rächen, da diese seinen Sohn beinahe getötet hätten. Diese wussten jedoch nicht, dass Micah der Vater des Schülers war.
Am Ende des Films sieht man, wie ein Arzt zu Michael geht, um ihn kurz zu kontrollieren. Nachdem er sich weggedreht hat und dann wieder auf das Bett sieht, ist dieses plötzlich leer.

## Kritik
„‚Halloween - Left for Dead‘ ist eine absolute Low Budget Produktion, bei der man es nicht verstanden hat, trotz wenig vorhandenen finanziellen Mitteln etwas Innovatives zu kreieren. Mit etwas mehr Fantasie wäre es sicherlich möglich gewesen, wenigstens einen ganzzeitig gut unterhaltenden Film zu produzieren, den man sich als Fan des Genres gern anschaut. So aber bekommt man ein Gesamtpaket serviert, dem es sichtlich an Ideen fehlt und das so lediglich im unteren Durchschnittsbereich anzusiedeln ist.“